# Dictature du 6 janvier

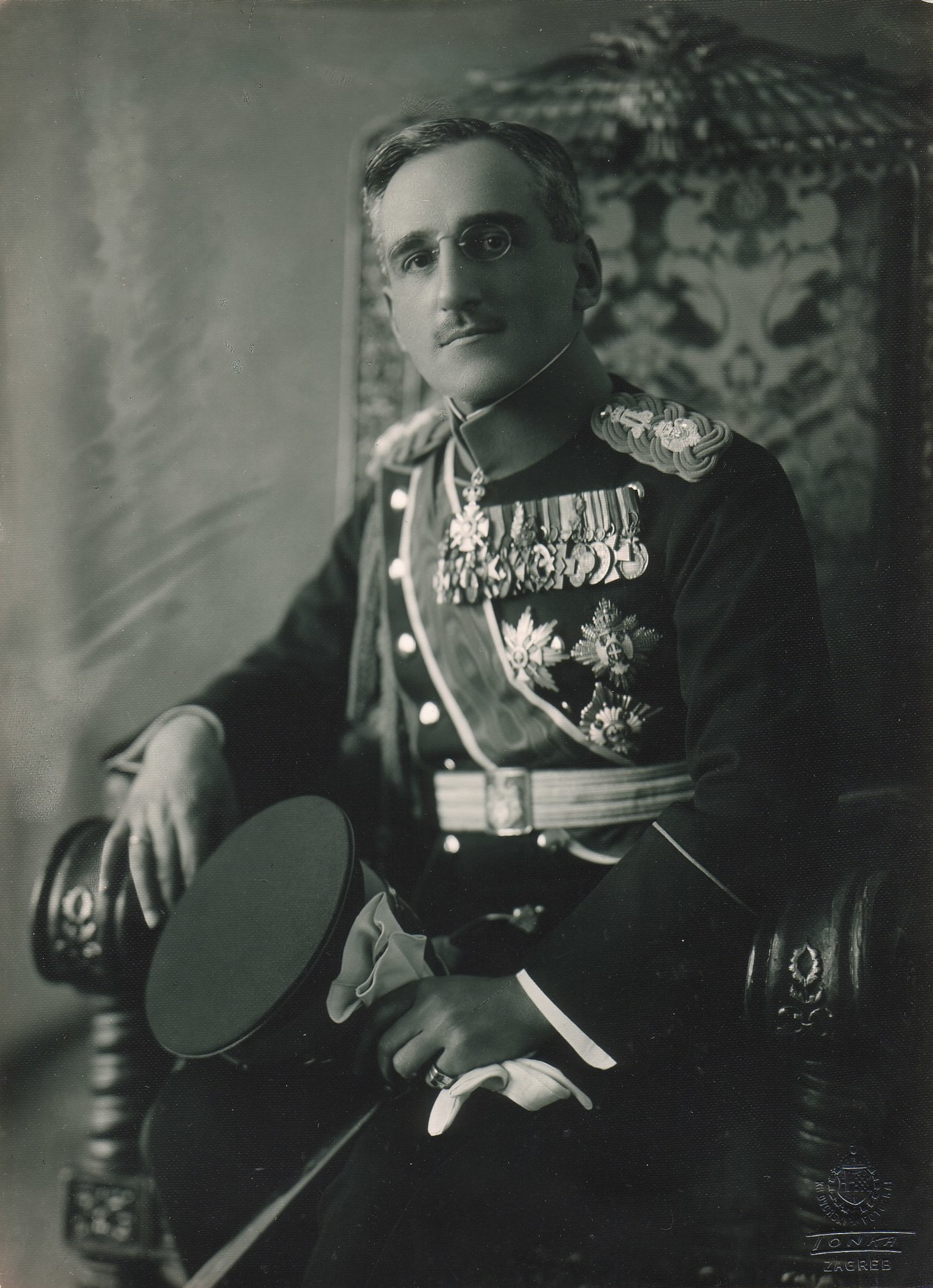
Le roi Alexandre I^{er} de Yougoslavie.

La dictature du 6 janvier (en serbe cyrillique : Шестојануарска диктатура, en croate : Šestosiječanjska diktatura), fut une dictature royaliste établie dans le royaume des Serbes, Croates et Slovènes par le roi Alexandre II, dans l'objectif d'instaurer une idéologie yougoslave et une unification de la nation yougoslave. Elle commença le 6 janvier 1929, lorsque le roi suspendit le Parlement, et se termina avec la Constitution de 1931.

## Histoire
En 1928, le président du Parti paysan croate Stjepan Radić fut assassiné en plein hémicycle par un Serbe monténégrin et le député du Parti radical populaire Puniša Račić, au cours d'un débat tendu.
Le 6 janvier 1929, prétextant la crise politique causée par l'assassinat, le roi Alexandre II abolit la Constitution de Vidovdan, suspendit le Parlement et s'octroya tous les pouvoirs. Il nomma un cabinet responsable devant lui uniquement, et imposa une sévère censure à la presse. Initialement, il déclara que ces mesures étaient temporaires et qu'elles devaient permettre d'« unifier le pays », dans le but d'introduire l'idéologie yougoslave et de rassembler la nation yougoslave,,,. Il changea le nom du pays en « royaume de Yougoslavie » (et se renumérota du même coup Alexandre Ier), et réforma les entités administratives du pays en remplaçant les 33 oblasts en neuf banovines. Cette décision fait suite à une demande de l'ambassadeur britannique afin de décentraliser le pays, sur le modèle de la Tchécoslovaquie. 
Un tribunal pour la protection de l'État fut établi, et fut utilisé comme instrument du nouveau régime pour faire taire les opposants : les opposants politiques Vladko Maček et Svetozar Pribićević furent arrêtés et jugés par ce tribunal. Pribićević s'exila plus tard, et Maček devint le chef de l'opposition. Suivant la proclamation de la dictature, le député croate Ante Pavelić s'exila. L'année suivante, ce dernier forma une organisation révolutionnaire, les Oustachis, alliés avec l'Organisation révolutionnaire intérieure macédonienne (VMRO) pour lutter contre l'État,.
En 1931, le roi Alexandre promulgua une nouvelle Constitution qui confiait le pouvoir exécutif au roi. Les élections s'organisèrent au suffrage universel masculin. La distribution des bulletins secrets fut abaissée, et les employés publics subirent des pressions lors des élections pour voter pour le candidat du gouvernement. Plus tard, la moitié de la chambre haute fut nommée directement par le roi, et les lois pouvaient être votées sans l'accord d'une des chambres si elles étaient approuvées par le roi[réf. nécessaire].
La même année, l'historien et intellectuel croate anti-yougoslave Milan Šufflay fut assassiné à Zagreb. En réponse, Albert Einstein et Heinrich Mann envoyèrent un appel à la Ligue des droits de l'homme basée à Paris, condamnant le meurtre et accusant le roi Alexandre d'être responsable. La lettre évoqua une « horrible brutalité exercée sur le peuple croate »,,,.
L'opposition croate au nouveau régime fut forte, et fin 1932, le Parti paysan croate publia le manifeste de Zagreb qui appelait à la fin de l'hégémonie serbe et de la dictature. Le gouvernement réagit en emprisonnant de nombreux opposants politiques, dont le nouveau président du Parti paysan croate Vladko Maček. Malgré ces mesures l'opposition se poursuivit, les Croates appelant à une solution pour la « question croate ». Fin 1934, le roi envisagea de libérer Maček, d'introduire des réformes démocratiques et de trouver un compromis entre Serbes et Croates[réf. nécessaire].
Cependant le 9 octobre 1934, le roi fut assassiné à Marseille en France, par le Bulgare Veličko Kerin (plus connu par son pseudonyme révolutionnaire Vlado Tchernozemski), activiste de la VMRO, lors d'une conspiration avec des exilés yougoslaves et des membres radicaux de parti politiques interdits, avec le soutien des Oustachis.